# Scaptodrosophila paracentralis
Scaptodrosophila paracentralis är en tvåvingeart som först beskrevs av Toyohi Okada och Carson 1982.  Scaptodrosophila paracentralis ingår i släktet Scaptodrosophila och familjen daggflugor. Inga underarter finns listade i Catalogue of Life.